# Armenzano
Armenzano (talvolta chiamato dai locali Armezzano) è una frazione del comune di Assisi (PG).
Il paese è situato 8 km ad est rispetto alla città di Assisi, sul fianco orientale del monte Subasio, ad una altezza di circa 760 m s.l.m.. Gli abitanti, 34 secondo i dati Istat del 2009 , si chiamano armenzanesi. Altre località che ricadono nelle pertinenze del borgo sono Nottiano, Rocca Paida, Villa Caberta, Villa Marforio, Serra di Valtopina, Casa del conte e Villa Cavanna.

## Storia
Il nome deriva dal latino armentum, mandria, in quanto l'allevamento ha sempre costituito la principale risorsa economica del paese. Il paese giace su un poggio, con un castello centrale e una doppia cerchia concentrica di case.
Probabilmente di origini Umbre, nel Medioevo il castello era di proprietà del conte Napoleone di Umbertino dei Monaldi, coevo di san Francesco, di cui era amico, che ospitò in parecchie occasioni. Dei figli di Napoleone va menzionato Ugolino sposo di Bionda e padre di Dialta.  Dialta, ancora fanciulla, appena Chiara degli Scifi fondò l'ordine delle Monache Clarisse, entrò in convento cambiando il suo nome profano, celebrato nelle danze e nelle canzoni d'amore, in quello di suor Lucia. Dei luoghi è originario anche il beato Giovanni il semplice, seguace di san Francesco, che usava imitare in tutte le sue espressioni e movimenti.
Nel medioevo, Armenzano era parte del comune di Spello e del Ducato di Spoleto; venne poi venduto ad Assisi, di cui è stabilmente frazione dal 1860. Dal punto di vista ecclesiastico, Armenzano fa parte, come Spello, della Diocesi di Foligno.
Dagli anni '80 vi si tiene un celebre Presepe Vivente, che ogni anno richiama un gran numero di visitatori da tutta l'Umbria. Il borgo, grazie alla partecipazione di tutti gli abitanti, si trasforma e riporta il visitatore indietro nel tempo, presentando abbigliamento, lavori e stili di vita dell'epoca.

## Economia
Oltre alle attività di tipo silvo-pastorale, è sviluppato anche il turismo naturalistico e l'agriturismo, poiché Armenzano è inserito all'interno del Parco Regionale del Monte Subasio. Data la pressoché totale assenza di fonti di inquinamento luminoso, la zona è ideale per l'osservazione astronomica.

## Monumenti e luoghi d'arte
- Parco Regionale del Monte Subasio;

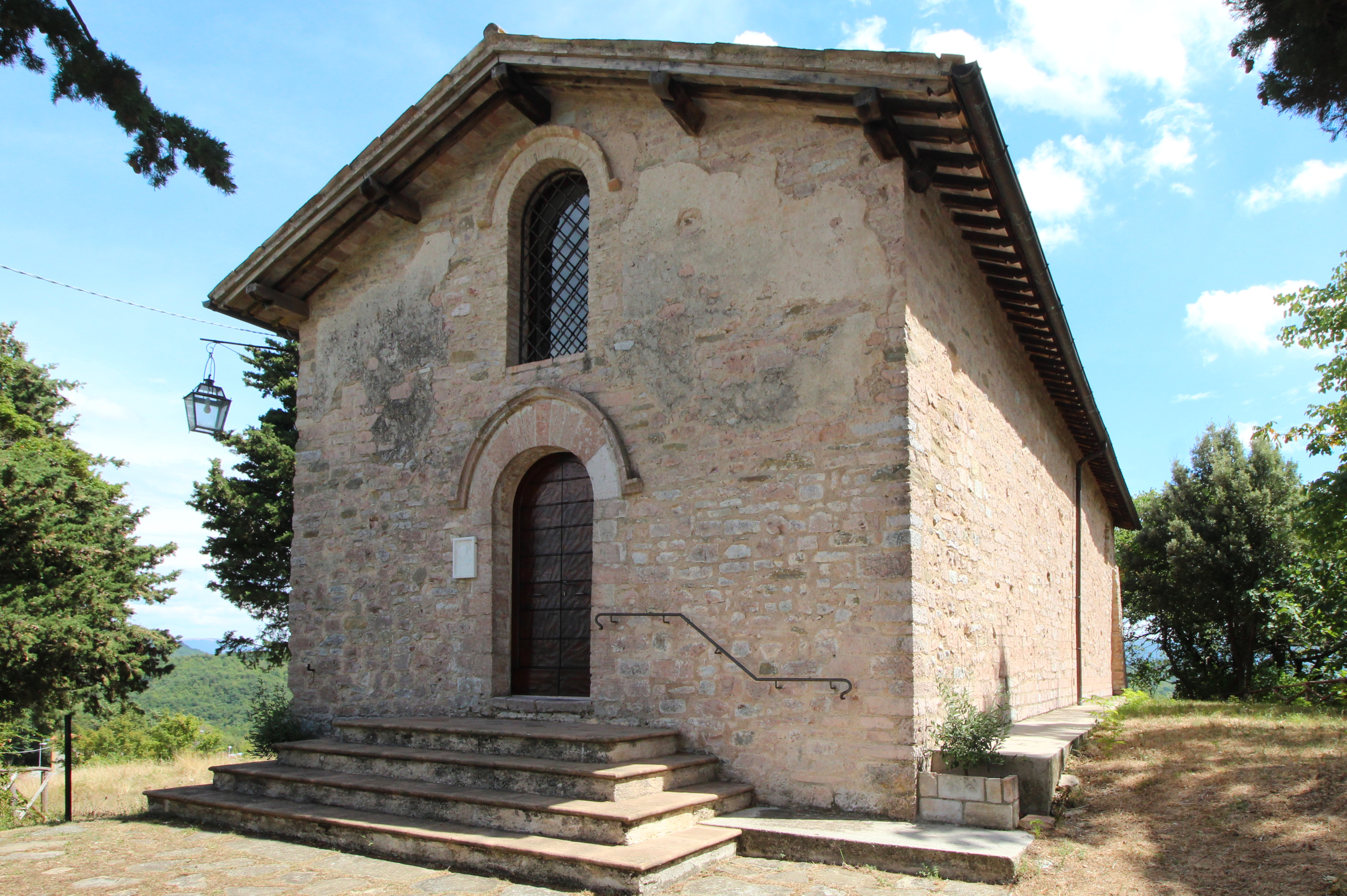
La chiesa Natività di Maria

- Grotta di S. Francesco, gola del fosso Vettoio e sorgente dell'Acqua Gelata;
- Castello di Armenzano (XIII secolo);
- Cappella di San Michele Arcangelo, a Nottiano;
- Cappellina delle Montarelle, dedicata a San Leonardo;
- Cappellina della Madonna delle Grazie, a Balestraccio;
- Chiesa di San Felice a Vallemare (XIII secolo);[senza fonte]
- Edicola della Madonna col Bambino (1444);
- Monumento al carabiniere Renzo Rosati, originario del luogo e morto in servizio.